# Феттман, Мартин Джозеф
Ма́ртин Джо́зеф Фе́ттман (англ. Martin Joseph Fettman; род. 1956) — астронавт США. Совершил один космический полёт на шаттле: STS-58 (1993, «Колумбия»), врач, патолог.

## Личные данные и образование
Мартин Феттман родился 31 декабря 1956 года в Бруклине, Нью-Йорк, где в 1973 году окончил среднюю школу «Мидвуд». В 1976 году получил степень бакалавра в области питания животных в Корнеллском университете, в Итаке, штат Нью-Йорк. В 1980 году получил звание доктора наук в области ветеринарии и степень магистра в области питания животных в том же Университете. В 1982 году получил звание доктора наук в области физиологии в Университете штата Колорадо.
В 1984 году получил сертификацию по ветеринарной клинической патологии и стал дипломатом Американского колледжа ветеринарных патологов.
Холост (на 1995 год). Его интересы — подводное плавание, любительская радиосвязь (позывной KC5AXA), полёты, езда на велосипеде, стрельба из пистолета, отдых в кемпингах и горный туризм, фотография, путешествия, чтение о непознанном и музыка (джаз и классическая). Его мать, Элен Пэк (Феттман) и его отчим Гаролд Пэк, проживают в Бруклине, Нью-Йорк. Его отец, Бернар П. Феттман, умер.

## До НАСА
В 1982—1986 годы работал помощником профессора клинической патологии на факультете патологии Колледжа ветеринарной медицины и биомедицинских наук при Университете штата Колорадо. В его обязанности входило обучение, исследования и клинические услуги. В 1983 году был назначен в Отделение физиологии в Университете штата Колорадо, занимался преподаванием и исследованиями в области патофизиологии расстройства питания и нарушения обмена веществ, с акцентом на физиологическую биохимию, изучал электролиты и жидкости при метаболизме. В 1986 году он был назначен адъюнкт-профессором, а в 1988 году приступил к выполнению обязанностей начальника Отделения клинической патологии в ветеринарной клинической больнице Университета штата Колорадо. Один год (1989—1990) провёл в творческом отпуске в качестве приглашённого профессора медицины в больнице Королевы Елизаветы и при Университете Аделаиды, в Южная Австралия, где он работал с группой, изучал гастроэнтерологию биохимических процессов, эпидемиологию человека и колоректальный рак. В 1991 году был назначен начальником Отделения Лечебного питания в Университете штата Колорадо. В 1992 году стал профессором патологии.

## Подготовка к космическим полётам
В конце 1991 года вошёл в группу кандидатов в специалисты по полезной нагрузке для полёта с лабораторией «Спейслэб» по программе SLS-2. 29 октября 1992 года НАСА объявило о включении Феттмана в экипаж основным специалистом по полезной нагрузке в полёт шаттла STS-58.

## Полёты в космос
- Первый полёт — STS-58[4], шаттл «Колумбия». C 18 октября по 1 ноября 1993 года в качестве «специалиста по полезной нагрузке». Основная цель полёта — проведение различных медико-биологических экспериментов. Исследования проводились в лабораторном модуле «Спейслэб» в грузовом отсеке шаттла. Продолжительность полёта составила 14 суток 0 часов 12 минут[5].

Общая продолжительность полётов в космос — 14 дней 0 часов 12 минут.

## После полётов
Автор более 100 научных публикаций. В 1994 году Феттман стал почётным членом факультета Колледжа ветеринарной медицины и биомедицинских наук и был признан видным деятелем наук в Университете штата Колорадо. В 1995 году стал заслуженным деятелем науки по итогам 1994 года.

## Награды и премии
Награждён: Медаль «За космический полёт» (1993) и другие.